# Robert Knoebel

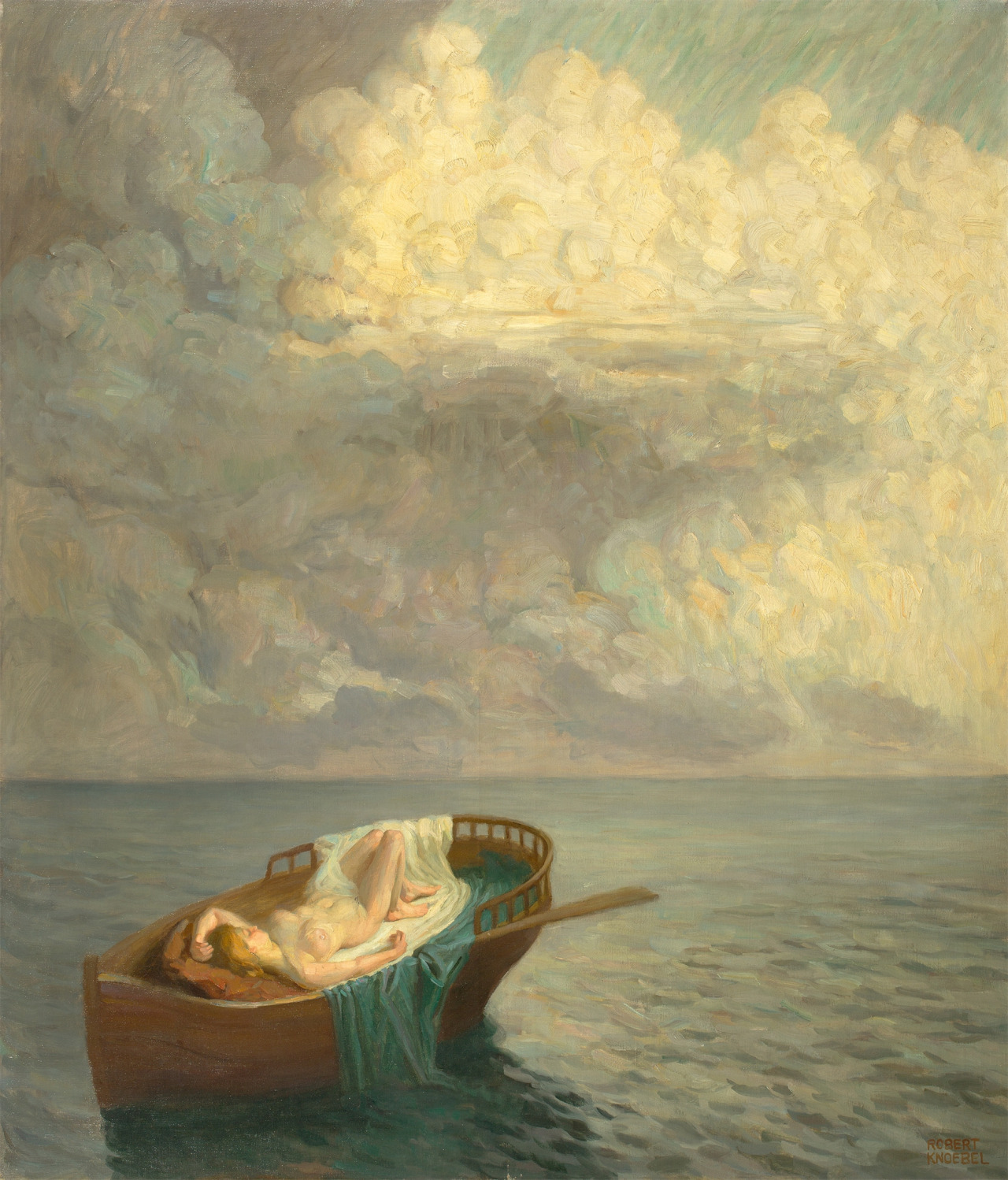
Träumende Frau im Boot (etwa 1900)

Robert Knoebel (* 13. April 1874 in Reichenberg; † 14. Juli 1924 in München) war ein böhmischer Porträt- und Genremaler.
Knoebel studierte seit dem 17. Oktober 1900 an der Königlichen Akademie der Künste in München bei Ludwig von Löfftz.
Knoebel ließ sich in München nieder und wurde als Porträtmaler tätig. Er wurde Mitglied der Münchner Künstlergenossenschaft und der Luitpold-Gruppe.
Er nahm an Kunstausstellungen in München, wie auch in Wien, Prag, Hannover und Düsseldorf teil. Neben Porträts und Genrebildern malte er auch Landschaften und Stillleben.